# Karen Holliday
Karen Holliday (* 12. Februar 1966 in Nelson) ist eine ehemalige neuseeländische Radrennfahrerin.
Karen Holliday wurde 1990 Neuseeländische Meisterin im Straßenrennen. Im selben Jahr errang sie in Maebashi den Weltmeistertitel im Punktefahren, nachdem sie während des Rennens schwer gestürzt und kurze Zeit benommen war. Sie gewann damit die erste WM-Goldmedaille für Neuseeland bei Elite-Radweltmeisterschaften. Wenige Tage belegte sie im WM-Straßenrennen den vierten Platz.
Anfang der 1990er Jahre musste Karen Holliday wegen Problemen mit der Schilddrüse mit dem Radsport aufhören; sie war anschließend als Personal Trainer tätig und betrieb ein eigenes Sportstudio. Heute arbeitet sie als Immobilienmaklerin. 1990 wurde Karen Holliday der renommierte neuseeländische Sportpreis „Halberg Award“ (benannt nach dem neuseeländischen Leichtathleten Murray Halberg) verliehen; 1997 wurde sie in die „New Zealand Sports Hall of Fame“ aufgenommen.